# Denise Bloch
 (août 2022).
Pour les articles homonymes, voir Bloch.
Denise Madeleine Bloch (dite Denise Bloch), née le 21 janvier 1916 à Paris et morte en janvier ou février 1945 à Ravensbrück, est une espionne et résistante française pendant la Seconde Guerre mondiale. Membre du Special Operations Executive (SOE), elle mène des actions clandestines au sein des réseaux Detective, Diplomat, Wheelwright, puis, après une période d’entraînement en Angleterre, Clergyman. Elle est arrêtée par les Allemands en juin 1944, emprisonnée et déportée à Ravensbrück où elle est exécutée.

## Biographie
Denise Madeleine Bloch nait le 21 janvier 1916 au 6 avenue Malakoff (renommée avenue Raymond Poincaré), dans le seizième arrondissement de Paris dans une famille d'origine juive. Ses parents sont Suzanne, née Lévi-Strauss et Jacques Henri Bloch. Elle a trois frères, Jean‐Louis Bloch, Jean‐Claude Bloch et Jean‐Pierre Bloch.
En 1942 elle se trouve à Lyon, où elle est secrétaire du lieutenant Jean Maxime Aron « Joseph », ancien dirigeant des usines Citroën et chef de la Résistance. Elle se fiance à Dominique Mendelsohn, mais ce sont des fiançailles de convenance, pour qu'il l'aide dans son travail). Sa famille juive, est raflée par la Gestapo en France occupée,.

### Clandestinité. Les débuts, à Lyon
- Juillet. Elle est recrutée par René Piercy « Adolphe/Étienne ». À son tour, elle recrute son fiancé. Elle travaille d'abord dans le réseau DETECTIVE d'Henri Sevenet « Rodolphe » avec l'opérateur radio Brian Stonehouse « Célestin ». Elle est courrier du réseau ; de plus, elle aide et accompagne Brian Stonehouse, dont le français est insuffisant.
- Octobre. Le 24, elle assiste à l'arrestation de Brian Stonehouse dans la rue. Le 26, elle quitte Lyon pour Marseille. Le 31, elle a un rendez-vous à son hôtel pour recevoir des documents secrets de l'agent L'Allemand. Le lendemain, il est arrêté.
- Elle se porte volontaire pour emporter les documents à Lyon, à la place d'Aron. Mais Jean Maxime Aron et Henri Sevenet insistent pour l'accompagner, parce qu'elle est une femme seule. Ils ignorent avoir été trahis. À la gare, Aron est arrêté près de la petite entrée[5]. Henri Sevenet, qui marche juste derrière lui, passe au travers. Denise aussi, car elle a emprunté la sortie principale. Elle retrouve Amédée Gontran.

- Comme agent du SOE, section F :
  - Nom de guerre (field name) : « Danièle » (à Lyon) ; puis « Catherine » (Sud-Ouest) ; puis « Ambroise » (réseau CLERGYMAN)
  - Nom de code opérationnel : SECRETARY (en français SECRÉTAIRE)
  - Nom de code du Plan, pour la centrale radio : CRINOLINE
  - Faux papiers : Danièle Williams[6], Micheline Claude Rabatel
  - Autre pseudonyme : Line (dans la région de Dourdan)[6]

### Interruption

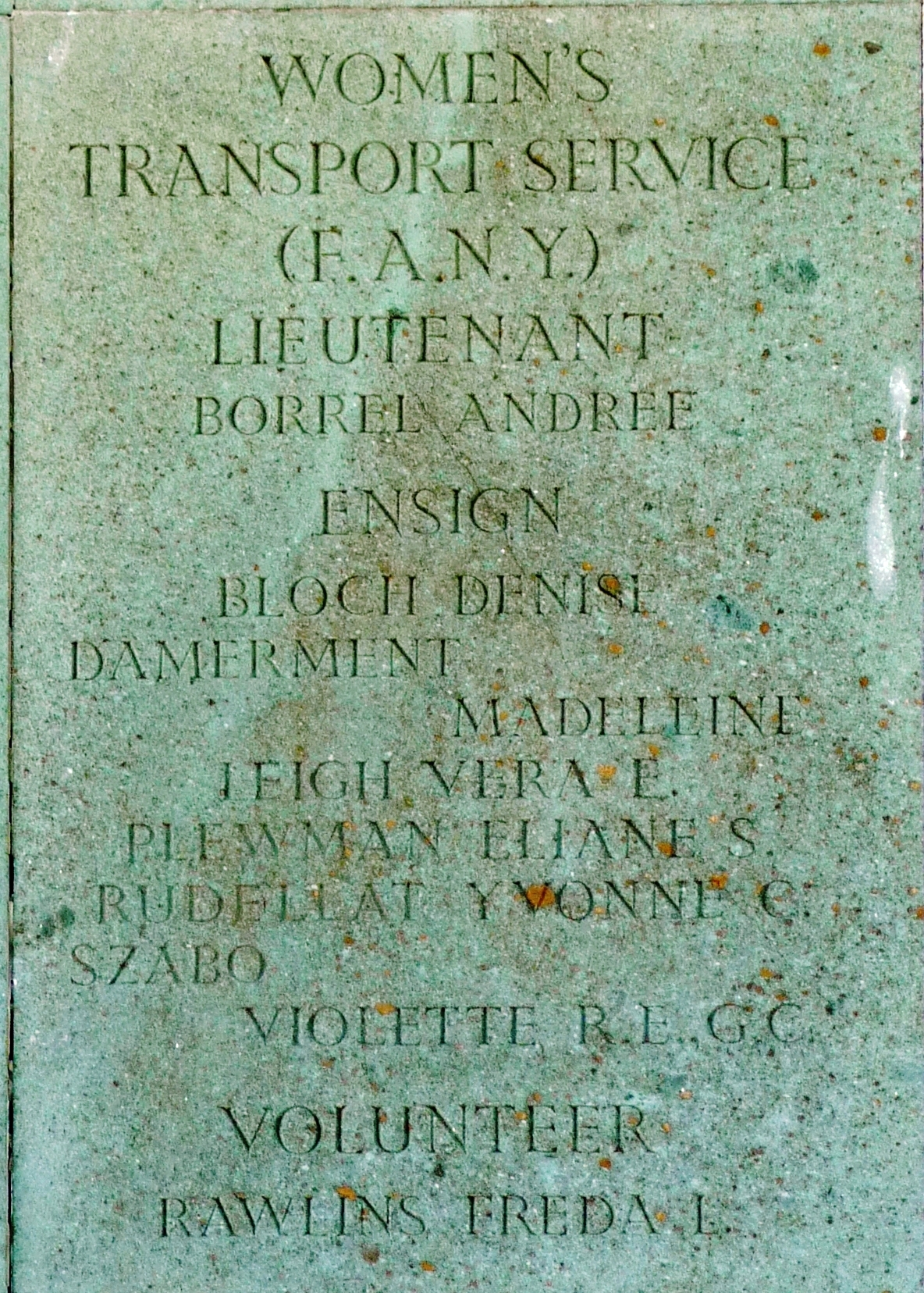
Plaque commémorative au Mémorial de Brookwood

- Novembre. Le 3, Denise, Henri Sevenet et Amédée Gontran  se cachent près de Lyon, dans la maison de Madame Saint-Victor à Saint-Laurent-de-Chamousset. Le 10, elle part se cacher à Villefranche-sur-Mer et interrompt pendant deux mois son activité clandestine.

### Reprise d'activité à Toulouse et Agen
1943.
- Janvier. Elle se déplace à Toulouse. Henri Sevenet la présente à Maurice Dupont du réseau DIPLOMAT, qui doit l'aider à aller en Espagne à partir d'Oloron. Une première tentative échoue en raison de l'abondance de la neige et de la présence de patrouilles ennemies. Ils rentrent à Toulouse. Elle y rencontre George Starr « Hilaire », chef du réseau WHEELWRIGHT, qui la confie à Philippe de Vomécourt, avec qui elle commence à travailler à Agen (Lot-et-Garonne).

### En Angleterre
- Avril. Le 13, deux agents juifs, Maurice Pertschuk « Eugène » et l'opérateur radio Marcus Bloom « Urbain », sont arrêtés. George Starr, se trouvant sans liaison radio avec Londres, décide de l’envoyer à Londres, accompagnée par Maurice Dupont, pour y porter un rapport détaillé. Le 29, ils quittent Agen et entament un voyage de 22 jours pour rejoindre Londres. Premières étapes : Toulouse, Montrejeau.
- Mai. Suite du voyage, avec les étapes suivantes : • Cier-de-Luchon (Hôtel des Trois Ormeaux, dont le propriétaire trouve deux passeurs) • traversée des Pyrénées (marche de 17 heures, jusqu'à 3 300 m, avec l'aide des deux passeurs) • samedi à 15 h, arrivée à Bausen, paiement des passeurs (5 000 francs) • attente d'un bus pendant 3 jours ; les carabiniers espagnols lui confisquent tous ses papiers, y compris le rapport de George Starr • Viella • 5 mai, arrivée à Lérida, où elle rencontre le consul britannique de Barcelone, qui l'invite à dîner et qui lui donne ses papiers pour continuer • 8 mai, arrivée à Madrid, où elle reste cinq jours et rencontre quatre aviateurs alliés • 15 mai, arrivée à Gibraltar, où elle reste trois jours • Lisbonne • 21 mai, arrivée à destination à Londres. Dans son rapport verbal au SOE, elle souligne notamment la pénurie d'armes, d'argent, d'émetteurs radio et de fournitures générales (vêtements et nourriture font cruellement défaut à George Starr).
- Elle est enrôlée comme Ensign du First Aid Nursing Yeomanry (FANY). Pendant neuf mois, le SOE lui fait suivre l’entraînement complet d’opérateur radio.

### Mission SOE en France
Définition de la mission. Sous le nom de guerre « Ambroise », elle sera à la fois courrier, codeur et opérateur radio du réseau CLERGYMAN que Robert Benoist « Lionel » doit tenter de relancer dans la région de Nantes. Elle doit aider aux sabotages de pylônes sur la Loire à l'île Héron, aux coupures de voies ferrées et de lignes téléphoniques vers Nantes, qui doivent désorganiser les communications de l'ennemi avant le débarquement. De plus, elle aura autorité pour les questions techniques, les questions de transmission ou de sécurité radio. Elle devra coder les messages elle-même (Leo Marks lui a communiqué son « poem code » personnel).
1944.
- 2/3 mars. Avec Robert Benoist, elle est renvoyée en France. Un Lysander les dépose vers Chartres[7].
- Ils procèdent à un premier repérage de leurs cibles dans la région de Nantes.
- Ils retournent chez Benoist dans la banlieue sud-ouest de Paris. Ils y reprennent contact avec Jean-Pierre Wimille et y retrouvent des armes de CHESTNUT. Benoist met son groupe S.O.E. au service du réseau TURMA VENGEANCE de la résistance de Dourdan (auj. Essonne) en mars. Il installe son équipe dans une petite maison du village voisin de Sermaise, où Denise Bloch officie comme agent radio, chargée des relations avec Londres. Plusieurs parachutages d'armes sont réalisés jusqu'en juin.
- Juin. Le 18, Robert Benoist est arrêté à Paris.

### Aux mains de l'ennemi
- Juin (suite). Le lendemain, le 19, elle est arrêtée à son tour à Sermaise, avec l'ensemble du groupe SOE (sauf Jean-Pierre Wimille qui réussit à s'enfuir). Elle sera interrogée et torturée, puis déportée en Allemagne par le convoi des 57000 parti de la gare de Pantin le 15 août 1944.
- Elle est emprisonnée à Torgau et à Königsberg, où elle souffre de privation, de froid et de malnutrition.
- Finalement elle est envoyée au camp de concentration de Ravensbrück.

1945.
- À une date comprise entre le 25 janvier et le 5 février, Denise Bloch, âgée de 29 ans, est exécutée par les Allemands, et son corps est jeté dans un four crématoire[8].

## Reconnaissance

### Distinctions
- Grande-Bretagne :
  - King's Commendation for Brave Conduct.
- France : 
  -  Chevalier de la Légion d'honneur[Quand ?]
  -  Croix de guerre 1939-1945, palme de bronze
  -  Médaille de la Résistance française avec rosette

### Monuments
Denise Bloch est honorée sur les monuments suivants :
- Mémorial de Brookwood à Brookwood, dans le Surrey, Angleterre : panneau 36, colonne 3 ; il y a aussi une plaque séparée qui lui rend hommage, ainsi qu'à Violette Szabo, Lilian Rolfe et Cecily Lefort.
- En tant que l’un des 104 agents de la Section F du SOE morts pour la France, Denise Bloch est honorée au Mémorial de Valençay, Indre, France.
- Mémorial First Aid Nursing Yeomanry (FANY) de l'église Saint Paul à Londres (Wilton place, Knightsbridge).
- Plaque commémorative au camp de Ravensbrück.